# 농수산 오늘
농수산 오늘은 KBS 1라디오에서 방송됐던 시사프로그램이다. 지금은 폐지된, 장수 프로그램이었던 "밝아오는 새아침"을 실질적으로 계승하는 프로그램이기도 했다.
진행자는 오태훈 아나운서이며, 방송시간은 매일 새벽 5시 10분부터 새벽 5시 55분까지이다. 2013년 KBS 봄철 라디오 프로그램 개편으로 2013년 4월 8일부터는 농수산 오늘을 싱싱 농수산으로 타이틀이 바뀐다.